# Josef Drachovský
Josef Drachovský (31. března 1876 Švabín u Zbirohu – 14. února 1961 Praha) byl československý národohospodář, profesor finančního práva a státního účetnictví na právnické fakultě Univerzity Karlovy, dvakrát děkan fakulty a v letech 1934–1935 také rektor Univerzity Karlovy.

## Život a působení
Narodil se v osadě Švabín, pozdější součásti západočeského městečka Zbiroh, do rodiny tamního učitele a spisovatele historických románů Antonína Drachovského (1842–1914) a jeho manželky Vilemíny, roz. Sýkorové. Pokřtěn byl jmény Josef František. Studoval na reálném gymnáziu v Plzni a na české právnické fakultě v Praze, kde v roce 1900 získal doktorát práv. Poté nastoupil do konceptní finanční služby, v níž zůstal až do svého jmenování mimořádným profesorem. Postupně prošel zemským, okresním a opět zemským finančním ředitelstvím, kde se nakonec stal přednostou jeho presidia.
Na základě dřívější výzvy profesora Bráfa k pokračování ve vědecké činnosti zároveň absolvoval studijní pobyt v Lipsku, Mnichově a Vídni, z čehož vzešla práce Rakouská praemie cukerní se zřetelem k nauce a poměrům mezinárodním, s níž se roku 1902 habilitoval v oboru finančního práva a finanční vědy. Protože se ale v tomto oboru tehdy nedal očekávat další brzký postup, rozšířil svůj záběr o účetnictví, vydal v tomto směru Principy kontroly státního hospodářství v Rakousku (1904), jimiž v podstatě založil české státní účetnictví. Pět let po habilitaci byl jmenován mimořádným a roku 1911 řádným profesorem finančního práva a státního účetnictví. Mimo Univerzitu Karlovu přednášel i v rámci různých vzdělávacích kurzů nebo na řadě specializovaných škol, sociálních či konsulárních a diplomatických, kde školil československé diplomaty. Z významných děl publikoval např. Finanční rovnováha státní (1911), Přehled finančního hospodářství v Československé republice (1922), Mezinárodní finančnictví (1923), Finanční věda (1934) nebo Všeobecné a československé účetnictví státní (1936).
Kromě čistě akademických aktivit byl Josef Drachovský také činný veřejně. Byl členem České akademie věd a umění, Československé národní rady badatelské a vědecké rady Masarykovy akademie práce. Dále působil jako předseda Společnosti pro hospodářské a kulturní styky s Černomořím a Orientem, přísedící u československo-polského rozhodčího soudu, místopředseda správní rady Akciové společnosti pro zahraniční obchod, člen Československé národní rady nebo jako místopředseda finančního výboru vládního Poradního sboru pro otázky hospodářské. V letech 1917–1918 a 1932–1933 byl také děkanem právnické fakulty a pro roky 1934 a 1935 byl zvolen rektorem celé univerzity. V té době dokázal svou osobností uklidnit zradikalizované české studenty během tzv. insigniády, dramatických událostí okolo snah o navrácení univerzitních insignií od Německé univerzity.
Během německé okupace patřil mezi aktivistické Čechy, mj. se stal předsedou České ligy proti bolševismu. Zároveň ale pracoval pro odboj, takže jej v říjnu 1944 zatklo gestapo a věznilo až do konce války. Přesto byl po osvobození obviněn z kolaborace a Národním soudem odsouzen k symbolickému trestu osmi měsíců vězení. Pohřben je v Praze na Vyšehradském hřbitově.